# Ambrus Asma
Ambrus Asma (Dunaegyháza, 1954. szeptember 5. –) magyar színésznő, bohócdoktor.

## Életpálya
Pályáját, Budapesten a Néphadsereg Központi Klubjában, majd a Szkénében és a Pinceszínházban amatőrként kezdte. 1976-tól a Budapesti Gyermekszínház operett-musical Stúdiójának növendéke, 1978–1986 között a Budapesti Gyermekszínház (később Arany János Színház), 1986-tól a kecskeméti Katona József Színház tagja. Az alkatához közel álló groteszk, clown szerepek mellett zenés játékok hősnőit és klasszikus művek főszerepeit egyaránt megformálta. 1996-tól szabadfoglalkozású. Vendégművészként fellépett Budapesten a Játékszínben, a Reflektor Színpadon, a Ruttkai Éva Színházban, a Budapesti Kamaraszínházban, a Dajka Színházban, a MU Színházban, a Fészek Színházban, a Pinceszínházban, a Fém Arts and Café független társulatnál. Székesfehérváron a Vörösmarty Színházban, a tatabányai Jászai Mari Színházban, a Budaörsi Latinovits Színházban. Molnár Ferenc műveiből összeállított, Horváth Károllyal közös, zenés pódium műsorával Finnországba, Németországba és Kanadába is eljutott. Tagja a Piros Orr Bohócdoktorok csapatának. Megalakulásától megszűnéséig (1998–2008) a Dajka Margit emlékére létrejött Művészeti Alapítvány kurátora, művészeti eseményeinek szervezője és rendezője. Tanult és diplomázott a Tan Kapuja Buddhista Főiskolán. Házastársa Horváth Károly színművész, kulturális menedzser, gyermekük Horváth Károly Zamanbek (1996).

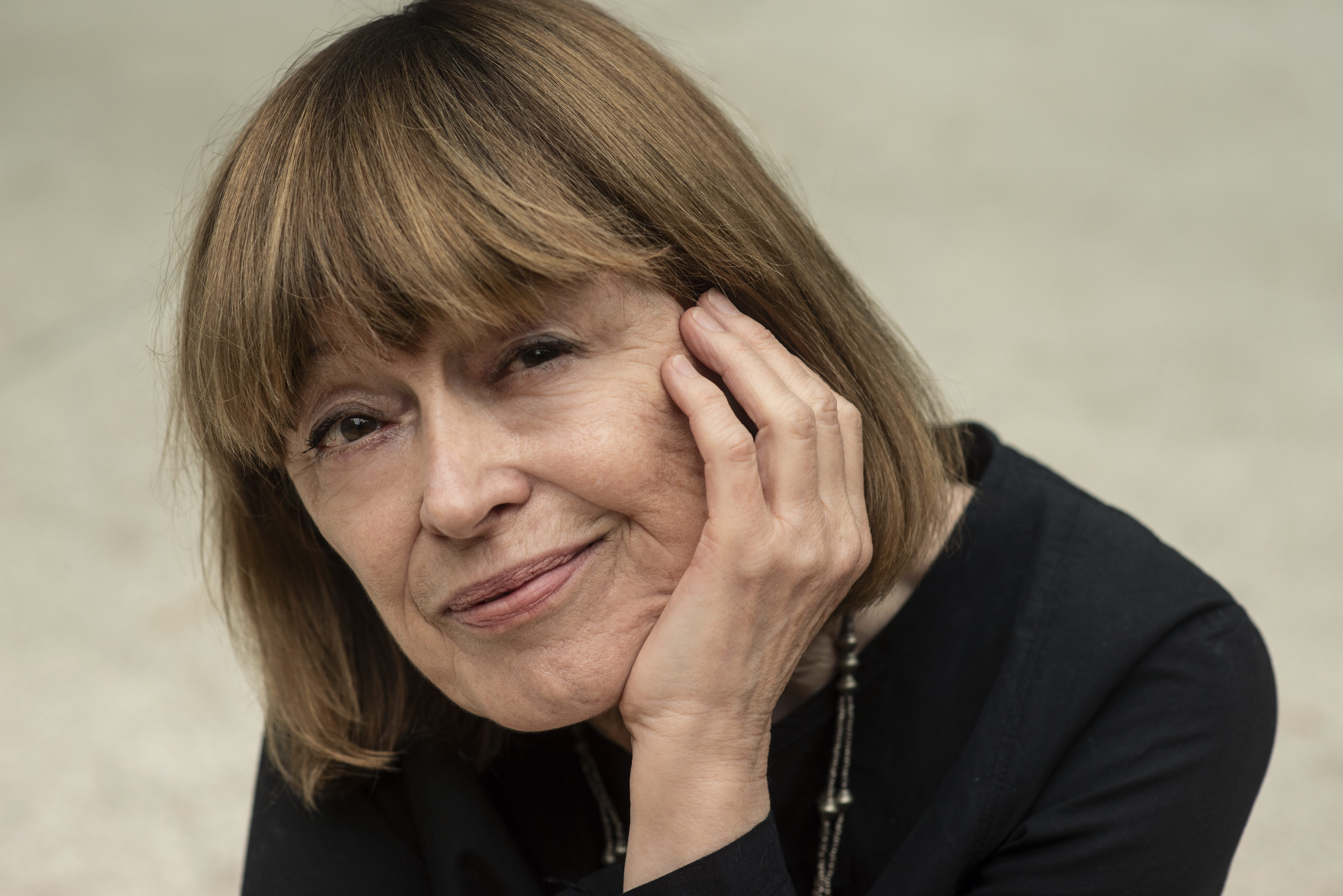
Fotó: Köő Adrien

## Színpadi szerepeiből
- Alan Alexander Milne: Micimackó.... Malacka
- Mark Twain: Tom Sawyer kalandjai.... Jim néger fiú
- Hans Christian Andersen – Jevgenyij Lvovics Svarc: Hókirálynő.... Rablóleányka
- Grigorij Lvovics Rosal – Abdilda Tazsibajev – Gyárfás Endre: Dzsomárd szőnyege,.... Virágocska
- Tarbay Ede: Ciki te boszorkány / Szelecske
- Tamássy Zdenko: Vendégek.... Sátoros Zsuzsi
- Kapecz Zsuzsa – Pataki Éva: Tündér a padláson.... Ádám
- Csukás István: Pintyőke cirkusz világszám.... Pirosnadrágos majom a légtornász
- Horgas Béla: Ciki te boszorkány.... Szelecske
- Charles Dickens: Karácsonyi ének.... „Kicsi” Tim Chratchitné gyermeke
- Kiss Anna: Bolondmalom.... Viola
- Marsall László: Sziporka és a sárkány.... Nagybőgős Nyosza
- Juhász István: Egy szívdobbanás fele.... Bence
- Lev Nyikolajevics Tolsztoj: Aranykulcsocska.... Burattinó
- Alan Alexander Milne: Róbert Gida.... Nyuszi
- Schwajda György: Óz a nagy varázsló.... Totó
- Michael Ende: Momo.... Momo
- Bertolt Brecht: Állítsátok meg Arturo Uit.... Kikiáltó
- Zágon István – Nóti Károly – Vajda Anikó – Vajda Katalin: Hppolyt, a lakáj.... Julcsa
- Füst Milán: Margit kisasszony.... Zsófi
- Jacobi Viktor: Sybill.... Charlotte
- Móricz Zsigmond: Légy jó mindhalálig.... Nyilas Misi
- Tennessee Williams: A vágy villamosa.... Mexikói asszony
- Lehár Ferenc: Luxemburg grófja.... Juliette
- Zilahy Lajos: A tizenkettedik óra.... Lydia
- Jókai Mór: A kőszívű ember fiai.... Aranka
- Dario Niccodemi: Tacskó.... Tacskó
- Vlagyimír Scserbakov – Viktor Legentov: Nem bánok semmit sem.... Edith Piaf
- Frank L. Baum: Óz a nagy varázsló.... Nyugati boszorkány
- Polgár András – Gulyás Zoltán – Hajdú Sándor: Csendkúra.... Papp Emese
- Móricz Zsigmond – Kocsák Tibor – Miklós Tibor: Légy jó mindhalálig.... Viola kisasszony
- Bertolt Brecht – Kurt Weill: Háromgarasos opera.... Polly
- Gerhart Hauptmann: Naplemente előtt.... Paula-Klotild Rübsamen
- Örkény István: Macskajáték.... Egérke
- Ödön von Horváth: Mesél a bécsi erdő.... Helén
- Styne – Laurents – Sondheim: Gypsy.... Mazeppa
- William Shakespeare: Szentivánéji álom.... Heléne
- Harold Pinter: Születésnap.... Lulu
- Anton Pavlovics Csehov: Cseresznyéskert.... Sarlotta Ivanovna
- Siposhegyi Péter: A semmi ágán.... Judit
- Tömöry Márta: Két Hold van a poharamban.... Zöldhajú lány
- Csiky Gergely: A Nagymama.... Serafin
- Schubert Éva – Horváth Károly: Piaf-Piaf.... Edith Piaf
- Békeffi István– Lajtai Lajos: Régi nyár.... Mimóza
- Nyilassy Judit: Hol vagy csillagom?.... Zarándok asszony
- Schönberg – Giraud – Hartleben – Térey János: Pierrot Lunaire.... Pierrot
- Czicó Attila: Terra incognita.... Csúf
- Samuel Beckett: Némajáték.... Pantomimes
- Charles Dickens: Karácsonyi ének.... Karácsony szellemei
- Rita Zimmer – Wolfgang Kolhase: Hal négyesben.... Klementina
- Molière: Tartuffe.... Pellner asszony
- Czicó Attila: Happy New York.... Mária
- Erich Kästner: A két Lotti.... Rézi
- Forgách András: Legyetek jók, ha tudtok.... Apáca, Cigányasszony
- R. Rodgers – O. Hammerstein: A muzsika hangja.... Frau Schmidt
- Ivan Szergejevics Turgenyev – Dömötör Tamás: Kegyelemkenyér.... Margit
- Anne Cornu – Ingrid Marcq: A szenvedély Lola szerint.... Lola
- Lőkös Ildikó – ifj. Straub Dezső: Édes mostoha.... Ibolya
- Móra Ferenc – Túróczy Katalin: 'Kincskereső kisködmön.... Malvinka
- Móricz Zsigmond – TÁP Színház – Vajdai Vilmos: Rókonok.... Kati néni

## Önálló estek
- Nehéz összehozni (jelenetek Molnár Ferenc műveiből)
- Piaf – Piaf (zenés monodráma)
- Kopogj az égen (színházi est Kurt Weill műveiből)
- Kalap-Kabát (etűdök két bohócra)

## Rendezései
- Max Frisch: Ha egyszer Hotz úr dühbe gurul
- Alan Alexander Milne: Micimackó
- Solti Gábor: Piroska és a farkasok
- Tömöri Márta: Két Hold van a poharamban
- Arthur Kopit: Jaj. apu, szegény apu, beakasztott téged a szekrénybe az anyu s az én pici szívem szomorú...
- Zöldmezőszárnya, cigány népmese adaptáció
- Rudyard Kipling: Állatmesék

## Film, televízió
- Süsü, a sárkány (1977) - Sárkánytestvérek (hang)  - rádiójáték, CD változat
- Nagyvárosi kanyarok (1981)
- Kölyökidő
- Kicsi a bors sorozat (1985)
- Az eltévedt gyermek
- A nagymama (1986)
- Csinszka (1987)
- Ciki te boszorkány
- Pintyőke cirkusz világszám
- A védelemé a szó (sorozat) (A bizonyíték c. rész) (1988)
- Egy szoknya, egy nadrág (1992)
- Nyári film (1993)
- Káprázatok káoszában (2003)
- Szeress most! (sorozat) (Barát vagy ellenség? c. rész) (2004)
- Hajnali út / Highway Dawn (2016)
- Legjobb úton / No Place Like On The Road (2016)
- Vándorszínészek (2017)
- Foglyok (2019)
- Doktor Balaton (2020–2022)
- A mi kis falunk (2024)
- Hazatalálsz (2024)

## Díjai, elismerései
- Az évad színésznője, 1989
- Radó Vilmos díj, 1991
- Elismerő oklevél – egészségügyi miniszter, 2006
- Legjobb vendégszínész – Körforgalom díj, 2012